# Тръбомуцунеста палячова морска игла
Тръбомуцунестите палячови морски игли (Solenostomus paradoxus) са вид актиноптери от семейство Solenostomidae.
Те са незастрашен вид.
Таксонът е описан за пръв път от Петер Симон Палас през 1770 година.